# بایان‌چاندمانی (توف)
شهرستان بایان‌چاندمانی (به زبان مغولی: Баянчандмань сум، [Bajančandman' sum]؛ ᠪᠠᠶ᠋ᠠᠨ ᠴᠢᠨᠳᠠᠮᠠᠨᠢ ᠰᠤᠮᠤ، [bayan čindamani sumu]) یک شهرستان (سُوم) در مغولستان است که در استان توف واقع شده‌است.

## تقسیمات اداری
شهرستان بایان‌چاندمانی متشکل از ۳ قصبه (باغ) می‌باشد، شامل:
- اِردِنه (مغولی: Эрдэнэ баг، [Erdene bag]؛ ᠡᠷᠳᠡᠨᠢ ᠪᠠᠭ، [erdeni baɣ])
- جامت (مغولی: Замт баг، [Zamt bag]؛ ᠵᠠᠮᠲᠤ ᠪᠠᠭ، [jamtu baɣ])
- چاندمانی (مغولی: Чандмань баг، [Čandman' bag]؛ ᠴᠢᠨᠳᠠᠮᠠᠨᠢ ᠪᠠᠭ، [čindamani baɣ])